# Mangamålet

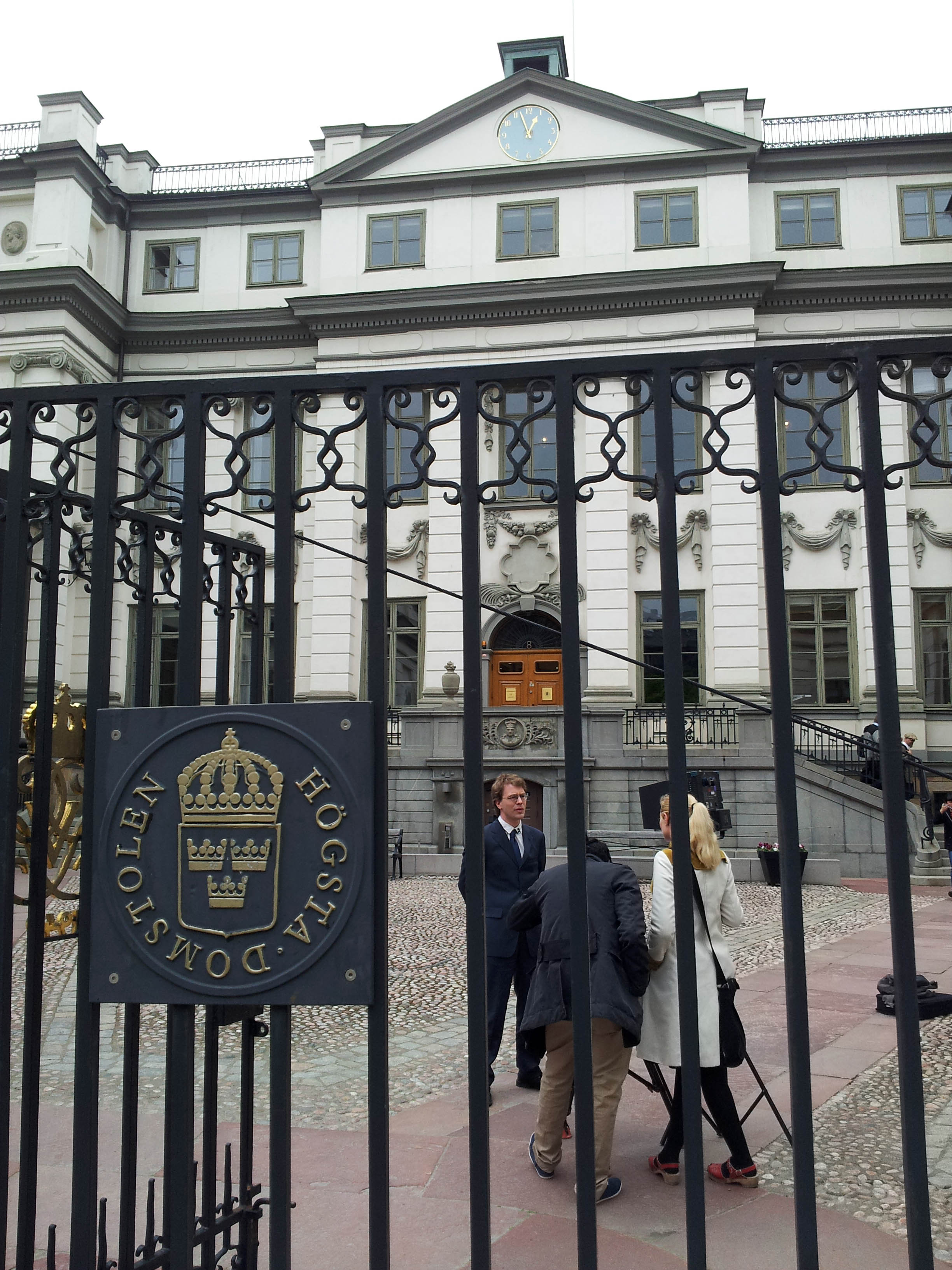
Simon Lundström, efter huvudförhandlingarna i Högsta domstolen den 16 maj 2012.

Mangamålet (även mangadomen eller mangafallet) är ett brottmål som gick igenom svenska domstolsväsendet från mars 2010 till juni 2012. Simon Lundström, en översättare specialiserad på japanska tecknade serier, manga, åtalades för barnpornografibrott för innehav av tecknade bilder som åklagaren menade föreställde unga barn, nakna eller i sexuella situationer. Lundström fälldes i tingsrätten och i hovrätten, men friades i Högsta domstolen.
Enligt svensk lagstiftning är det möjligt att definiera tecknade bilder som föreställer människor eller människoliknande varelser som barnpornografiska, oavsett om de är en skildring av verkliga övergrepp på barn eller är rent fiktiva.
Under rättegången hävdade Lundströms försvar att han hade införskaffat bilderna inom ramen för sitt arbete, vilket kräver kunskap om de många olika områden inom japansk manga som finns. Bland dessa finns så kallad hentai, pornografisk manga, med bland annat undergenren lolikon som skildrar mycket unga flickor, ofta ännu inte könsmogna.
Rättsfallet och de olika domarna uppmärksammades i media och initierade en omfattande offentlig debatt om definitionen av barnpornografi och yttrandefrihet.

## Rättsprocessen
Hösten 2009 låg översättaren och mangakännaren Simon Lundström i en vårdnadstvist om sin dotter. I samband med denna blev han anmäld för sexuellt övergrepp mot barn och 13 oktober 2009 gjorde polisen husrannsakan i Lundströms hem. Misstankarna om övergrepp avfärdades, men polisen beslagtog en stor mängd bilder i form av seriealbum, böcker och digitala bilder.

### Tingsrätten
Den 30 juni 2010 dömdes Lundström av Uppsala tingsrätt till 80 dagsböter (då 24 800 kr) för ringa barnpornografibrott vid Uppsala tingsrätt för innehav av 51 digitala mangateckningar i sin dator som tingsrätten ansåg passade in på den juridiska definitionen av barnpornografi inom svensk lagstiftning. Det var första gången som någon dömdes för barnpornografibrott på grund av tecknade bilder i Sverige. Förundersökningen var sekretessbelagd, rättegången hölls bakom lyckta dörrar och inga journalister kunde granska bevisen. Efter domen i tingsrätten förlorade Lundström alla sina översättaruppdrag, bland annat ett uppdrag han haft i åtta år hos Bonniers. Enligt Expressen sade Lundström att allt material på de beslagtagna hårddiskarna förstördes, även sådant som han inte var åtalad för, och att han förlorade bland annat familjefoton och gammalt arbete. Sydsvenskan rapporterade att två hårddiskar förstördes.

### Hovrätten
Den mycket uppmärksammade tingsrättsdomen överklagades till Svea hovrätt som 28 januari 2011 kom med sin dom. Hovrätten ansåg att bara 39 av de 51 tecknade bilderna skulle definieras som barnpornografi och upprätthöll tingsrättens dom om 80 dagsböter för ringa barnpornografibrott. Eftersom Lundströms ekonomiska situation hade förändrats blev totalsumman 5 600 kr. Hovrättens motivering för att fria 12 av bilderna som tingsrätten ansåg vara barnpornografi var att det antingen "finns sådan osäkerhet i fråga om den avbildade personens pubertetsutveckling, att det inte med tillräcklig grad av säkerhet kan slås fast att de föreställer barn" eller att de inte uppnådde lagens definition för pornografi, även om man ansåg att de föreställer barn.
En av bilderna som hovrätten, till skillnad mot tingsrätten, inte bedömde som barnpornografi var omslaget till en doujinshi (självpublicerad manga), The Aria on I Gland. I en artikel i Aftonbladet beskrevs den som föreställande "två ganska sagoaktiga figurer som äter en banan".
För åklagaren i målet var utgången väntad. Han förstod de som hade synpunkter på lagen men menade att domstolen hade följt den. Han sade att målet inte behövde tas upp i Högsta domstolen, men att det kunde bli så ändå "eftersom fallet har väckt så stor debatt".

### Högsta domstolen
Lundström överklagade till Högsta domstolen, där han den 15 juni 2012 blev frikänd och åtalet ogillades. Endast en av de kvarvarande 39 bilderna bedömdes som verklighetstrogen och bedömdes av Högsta domstolen som barnpornografisk men innehavet av denna enda bild ansågs försvarligt mot bakgrund av att Lundström är expert på japansk kultur, har arbetat som översättare av mangaserier och att han haft stora mängder mangateckningar i sin dator och han frikändes även i den delen.
I samband med domen hävde Högsta domstolen sekretessen för 38 av bilderna och redan samma dag visade Rapport, ABC, Kulturnyheterna, Aktuellt och TV4-nyheterna ett urval av bilderna i sina nyhetssändningar.
Beslaget av allt beslagtaget material, bland annat hårddiskar, hävdes också. Detta inkluderade alla bilder som innefattades i målet, även den som ansågs vara barnpornografisk. De totalt 50 friade bilderna går att ta del av här (känsliga tittare varnas / viewer discretion is advised) . Bilderna finns även på Internet Archives "Wayback Machine". De bilder där det står "ej sekretess" friades redan i hovrätten. De bilder där det istället står "hemligt" friades istället i Högsta domstolen. Högsta domstolens dom fungerar prejudicerande och eftersom lagtexten inte ger något tydligt besked gällande just mangaserier förväntas domstolar som får liknande fall på bordet rätta sig efter prejudikatet.
Göran Lambertz, deltagande justitieråd i målet, sade i en intervju i SVT:s Aktuellt efter domen att Högsta domstolen bedömde att det inte går att kriminalisera fantasiteckningar utan att det bryter mot yttrandefriheten. Lambertz ansåg att det skulle strida mot proportionalitetsprincipen, gå för långt i begränsningen av yttrandefriheten och att lagstiftaren hade tagit i för mycket. Han beskrev också yttrandefriheten är viktig för demokratin men också för människors frihet och känsla av frihet. Lambertz menade trots detta att lagen inte behövde ändras och att den var tillräckligt tydlig och bra som den var.
I Sveriges Radio kommenterade Lambertz att motiveringen för den friande domen var att skyddsaspekten gentemot riktiga barn som ligger till grund för kriminaliseringen av innehav av barnpornografi saknades i fråga om teckningar. Att en av teckningarna ändå betraktats som barnpornografi av Högsta domstolen var för att "det skulle kunna vara en teckning utav en verklig flicka som utsätts för ett övergrepp och i övrigt ser det ut som ett övergrepp".

## Debatten kring fallet
Helena Karlén, geneneralsekreterare på ECPAT, sade att hon inte såg lagen som en form av censur utan som ett sätt att öka barns rätt till skydd mot att exploateras och kränkas i sexuella bilder. Olof Risberg, psykolog på Rädda Barnen, sade att det är fel att exponera barn i ett pornografiskt sammanhang, oavsett om de är tecknade eller levande och att "Bilderna är onödiga".
Marie Eneman, forskare på barnpornografi och IT vid Göteborgs universitet, skrev efter tingsrättens dom att hon ansåg att den handlade mer om sexualmoral än viljan att skydda barn, att det saknades stöd inom psykologisk forskning för att de som konsumerar virtuell barnpornografi skulle gå över till reell barnpornografi eller begå övergrepp mot barn. Hon sade att det fanns en fara i att försöka kriminalisera människors tankar och att hon hoppades att domen skulle överklagas hela vägen upp till Högsta domstolen.
Hovrättsdomen kritiserades av Svenska PEN-klubben som kommenterade att "en lag [som] dömer någon för att framställa eller ens inneha fiktion [...] kan ge helt absurda konsekvenser för alla slag av konstnärlig utövning" och varnade för följderna av att kriminalisera fiktion som sådan.
Vissa människor som ställde sig kritiska till att översättaren blev fälld i hovrätten har jämfört åtalet med moralpanik, då de menar att man varken kan eller bör fälla fantasier.
Domen kritiserades även av Seriefrämjandet som menade att "lagen innebär en oacceptabel inskränkning av yttrandefriheten för serier och annan bildkonst".
Ulrika Knutson skrev i en krönika i Fokus att hovrättsdomen var en svensk censurskandal, kanske den värsta i modern tid, och att den saknade alla rimliga proportioner. Hon krävde att Bonnier Carlsen åter skulle ge Lundström ett översättaruppdrag.
Förlagschefen och tillika VD:n på förlaget Bonnier Carlsen sade efter den fällande domen i hovrätten "I dagsläget är han dömd, och vi känner att vi inte kan samarbeta med en person som är dömd för det här brottet. Blir han frikänd är det en annan sak, och då är han välkommen tillbaka."
Håkan Lindgren på Expressen skrev efter hovrättsdomen: "Om jag inte får klä av tecknade fantasifigurer, varför får jag skjuta dem? [...] Svaret är förstås att det inte handlar om barnen utan om [...] de vuxna som ännu inte har gjort klart för sig själva vad de tycker är värst - en teckning eller ett övergrepp mot ett barn - och som av ren bekvämlighet föredrar att döma båda med samma lag."
Journalistförbundets ordförande Agneta Lindblom Hulthén sade om hovrättsdomen: "Den här domen visar att man kan driva en rättsprocess även i fall där det inte finns några offer. Då närmar man sig tankeförbud. Detta kan få horribla, helt orimliga konsekvenser." och "Diskussionen har spårat ur. Nu kan man sabotera vilken debatt som helst genom att påstå att bilder är barnpornografiska."
Madeleine Leijonhufvud, professor i straffrätt, ansåg att lagen snarast borde ändras och att barnporrinnehav bör ses som ett efterföljandebrott till det sexbrott mot verkliga barn som alltid begåtts om bilder tas.
Tryckfrihetsexperten Nils Funcke menade att lagstiftaren borde överväga en lagändring men att det sannolikt var att hoppas på för mycket att det ens skulle bli en utredning om att återupprätta det absoluta förbudet mot censur och förhandsgranskning. Att rättsläget helst borde avkriminalisera innehav (men behålla förbudet mot spridning) av barnpornografi men åtminstone inte förbjuda uttryck för fantasier i text och eller bild.
Mårten Schultz, professor i civilrätt, kommenterade Högsta domstolens dom som att man med hjälp av grundlagen skickligt hade lyckats vara lojal mot barnporrlagen och ändå kringgå orimliga konsekvenser.
Journalistförbundets ordförande Jonas Nordling välkomnade den friande domen och sade att den var intressant dels för att den betonade vikten av "vidaste möjliga yttrandefrihet och informationsfrihet", och dels för att domstolen fastställde att innehav av en i sig brottslig uppgift eller handling kan vara försvarligt sett i ett sammanhang.
Agneta Åhlund, chef för Rädda Barnens Sverigeprogram, kommenterade att man i första hand borde koncentrera sig på de levande barnen i rättsprocessen.
Lundström sade att om man säger att man har yttrandefrihet så ska den inte vara villkorad och att det inte är bra när författare är rädda för vad de får skriva eller rita.
Den moderata riksdagsledamoten Maria Abrahamsson väckte mars 2013 nytt liv i debatten genom att anmäla sig själv till polisen för innehav och spridning av barnpornografi. Åklagaren beslutade dock att inte inleda förundersökning då bilden i fråga inte var att bedöma som barnpornografi.
En polis ur rikskriminalpolisens barnpornografigrupp säger att hans team efter den friande domen inte kommer ägna manga någon vidare uppmärksamhet. Det förutsatt att verket inte skulle vara uppenbart pornografisk och om det, på att vara pornografiskt, skulle utgöra avbildning av barn så som de ser ut och kroppar som inte utvecklats färdigt. Vidare menar han att en teckning också skulle kunna fällas om en person visar upp en ID-handling som menar att personen ifråga skulle vara under arton år.
Lundström själv har dock svårt att se någon större skillnad mellan den teckning som HD fällde och de övriga 50 friade teckningarna i målet. Enligt han var den enda skillnaden att karaktären på teckningen som fälldes hade en utritad näsa.
Mangakaraktärer brukar i normala fall ha en liten näsa som ibland knappt syns och enligt det friade materialet ska material där näsan ser overkligt liten ut vara helt inom lagens ramar. Denna minimala näsa kan kombineras med andra overkliga attribut, bland annat stora ögon eller rena fantasier så som vingar av något slag eller kattöron. 
I några av bilderna där personen har liten näsa kan man tydligt se sexakter, vilket praktiskt taget legaliserar båda genrerna lolikon och därmed även Shotakon, såvida ingen av personerna ser ut som, eller skulle kunna misstas för att vara ett verkligt barn som utsatts för ett verkligt övergrepp. Även övergreppet måste, enligt domen, se verklighetstroget ut. Ett exempel på ett overkligt övergrepp skulle kunna vara om ett fantasimonster våldtar en person med tentakler eller dylikt, en sådan teckning är inte längre brottslig i och med det prejudikat som HD skapade efter mangamålet. 
Om en gestalt visar upp en ID-bricka som i ovanför nämnt exempel så kan man alltid mena att brickan kanske är förfalskad eller liknande vilket skulle vara omöjligt för en betraktare att veta. I Sverige kan man endast dömas om "uppsåt" kan bevisas "utom rimligt tvivel". Om en ID-handlings autenticitet kan ifrågasättas, vilket alltid kan göras, även i mangasammanhang och eftersom det i det här fallet inte kommer finnas något som helst sätt att verifiera äktheten av ID-handlingen på, på mangabilden, så är risken omfattande att försvaret i en eventuell rättsprocess skulle vinna på den punkten. 
Bilderna i det friade materialet och liknande bilder ska, av Högsta domstolens dom att döma, inte utgöra något brott.